# Janice E. Voss
Pour les articles homonymes, voir Voss (homonymie).
Janice Elaine Ford Voss est une astronaute américaine née le 8 octobre 1956 à South Bend (Indiana) et décédée le 6 février 2012 à Scottsdale (Arizona). Elle a effectué 5 vols au sein de la NASA en tant que spécialiste de mission à bord de la navette spatiale américaine entre 1993 et 2000.

## Biographie
Voss est titulaire d'une maitrise en génie informatique (1977) et d'un doctorat en aéronautique et en astronautique (1987) obtenus au Massachusetts Institute of Technology. Elle travaille au centre spatial Johnson entre 1973 et 1975 sur des logiciels de simulation informatique. En 1977 elle retourne au centre durant un an où elle s'occupe d'enseignement et d'entrainement des astronautes aux techniques de navigation et de guidage durant la rentrée atmosphérique. Après avoir obtenu son doctorat elle travaille dans la société Orbital Sciences. Elle y est responsable de l'intégration et des opérations en vol de l'étage Transfer Orbit Stage ; celui-ci est utilisé pour le lancement du satellite ACTS depuis la Navette spatiale américaine en septembre et pour la mise en orbite de la sonde spatiale Mars Observer  par le lanceur Titan à l'automne 1992.

## Carrière au sein de la NASA
Voss est sélectionnée comme astronaute en 1990. Elle vole à 5 reprises  à bord de la navette spatiale américaine en tant que spécialiste de mission :
- Endeavour STS-57 (1993),
- Discovery STS-63 (1995),
- Columbia STS-83 (1997),
- Columbia STS-94 (1997),
- Endeavour STS-99 (2000),

D'octobre 2004 à novembre 2007 elle est nommée responsable scientifique de la mission Kepler au centre de recherche Ames. Le docteur Voss occupe par la suite le poste de responsable des charges utiles au sein du bureau des astronautes.

### Source
- (en) Une biographie officielle sur le site de la NASA